# Vladimir Artemev
Vladimir Artemev, em russo: Владимир Артемьев, foi um ginasta bielorrusso que competiu em provas de ginástica artística, defendendo a extinta União Soviética.
Enquanto ginasta, Artemev competiu pela URSS de 1982 a 1987, tornando-se campeão soviétido em 1982 e 1984, além de ter se qualificado a competir nas Olimpíadas de Los Angeles, boicotadas pelos soviéticos, em resposta ao boicote anterior, estadunidense.
Aposentado da modalidade devido a uma lesão, os maiores êxitos de Artemev foram enquanto treinador de seu filho, Alexander, no ginásio 5280 Gymnaticss Team Chevron, onde é treinador da equipe principal. A família mudou-se para os Estados Unidos em 1994 e pai e filho, em 2002, tornaram-se cidadãos norte-americanos. Como treinador, Vladimir conquistou o bronze olímpico por equipes e o bronze mundial no cavalo com alças, quando Alexander tornou-se o primeiro ginasta estadunidense a conquistar uma medalha individual, no Mundial de Aarhus, desde Kurt Thomas.